# Château de Monsummano Alto
Le château de Monsummano Alto (en italien : Castello di Monsummano Alto, est situé dans le hameau de Monsummano Alto, une frazione de la commune de Monsummano Terme dans la province de Pistoia en Toscane,.
Il est le noyau le plus ancien des fortifications, au sommet d'une colline panoramique à 340 m d'altitude, dominent un vaste territoire et sont visibles, grâce également à l'éclairage nocturne, de toute la Valdinievole, et le panorama qu'elle offre s'étend jusqu'aux marais de Fucecchio.

## Historique
La forme elliptique du château et son emplacement suggèrent une origine lombarde, mais peut-être qu'un petit village aurait pu exister dans l'Antiquité et au début du Moyen Âge, en amont de la route entre Fucecchio et le pont sur la Nievole. Le fond de la vallée, où se trouvent aujourd'hui la plupart des établissements résidentiels, était pratiquement inhabité pendant tout le Moyen Âge en raison des inondations.
Une première mention documentaire, bien que non certaine, remonte à 1105, lorsque l'abbé Boso de l'abbaye de Sant'Antimo dans le Val d'Orcia vendit la moitié d'un château situé dans le quartier de l'ancienne église de San Vito sulla Nievole au comte Ildebrando de Rodolfo degli Alberti ; plus tard, il passa probablement aux familles nobles locales. En 1128, les possessions de la région appartenaient à l'évêque de Lucques et au début du XIIIe siècle, avec l'affaiblissement de la famille Alberti, l'abbé Ugone de Sant'Antimo retrouva la pleine disponibilité du château, qu'il vendit avec toutes les dépendances. à la commune de Lucques en 1218 , bien que Monsummano Alto ait déjà été établie comme commune rurale libre. La commune passe alors sous l'autorité des magistrats de Lucques.
Avec la guerre contre Florence, à l'époque d'Uguccione della Faggiola, le château fut occupé par l'armée florentine en 1314, avec les autres de la Valdinievole, mais le 29 août 1315 il fut reconquis par Castruccio Castracani, qui infligea une sévère défaite aux Florentins à la bataille de Montecatini. Bien que Monsummano Alto soit entré dans la Ligue de Valdinievole contre Florence après la mort de Castruccio, en 1331 la république de Florence reconquit la fortification qui, malgré une tentative de rébellion en 1368, resta sous domination florentine jusqu'à l'unification de l'Italie.

## Description
Aujourd'hui, de grandes parties des remparts de la ville subsistent de la fortification, longues à l'origine de deux kilomètres et aujourd'hui en partie cachées par la végétation.
Il y a deux portes de ville d'origine : une au nord-ouest appelée Porta di Nostra Donna et une au nord-est appelée Porta del Mercato. Il ne reste qu'une seule tour de plan pentagonal avec un seul accès surélevé, à environ sept mètres du sol. Récemment restaurée, elle est l'une des plus belles et des plus impressionnantes de la région.
Dans les remparts subsistent également l'église romane-gothique San Nicolao, avec diverses rénovations ultérieures, une chapelle attenante (elle abrite aujourd'hui un restaurant), quelques maisons, un petit cimetière avec chapelle et diverses ruines de bâtiments.
Les bâtiments résidentiels d'origine et la maison du podestat étaient probablement concentrés dans la partie centrale du château, là où se trouve aujourd'hui l'église, tandis que la zone autour des murailles était probablement utilisée pour les cultures maraîchères.

## Galerie

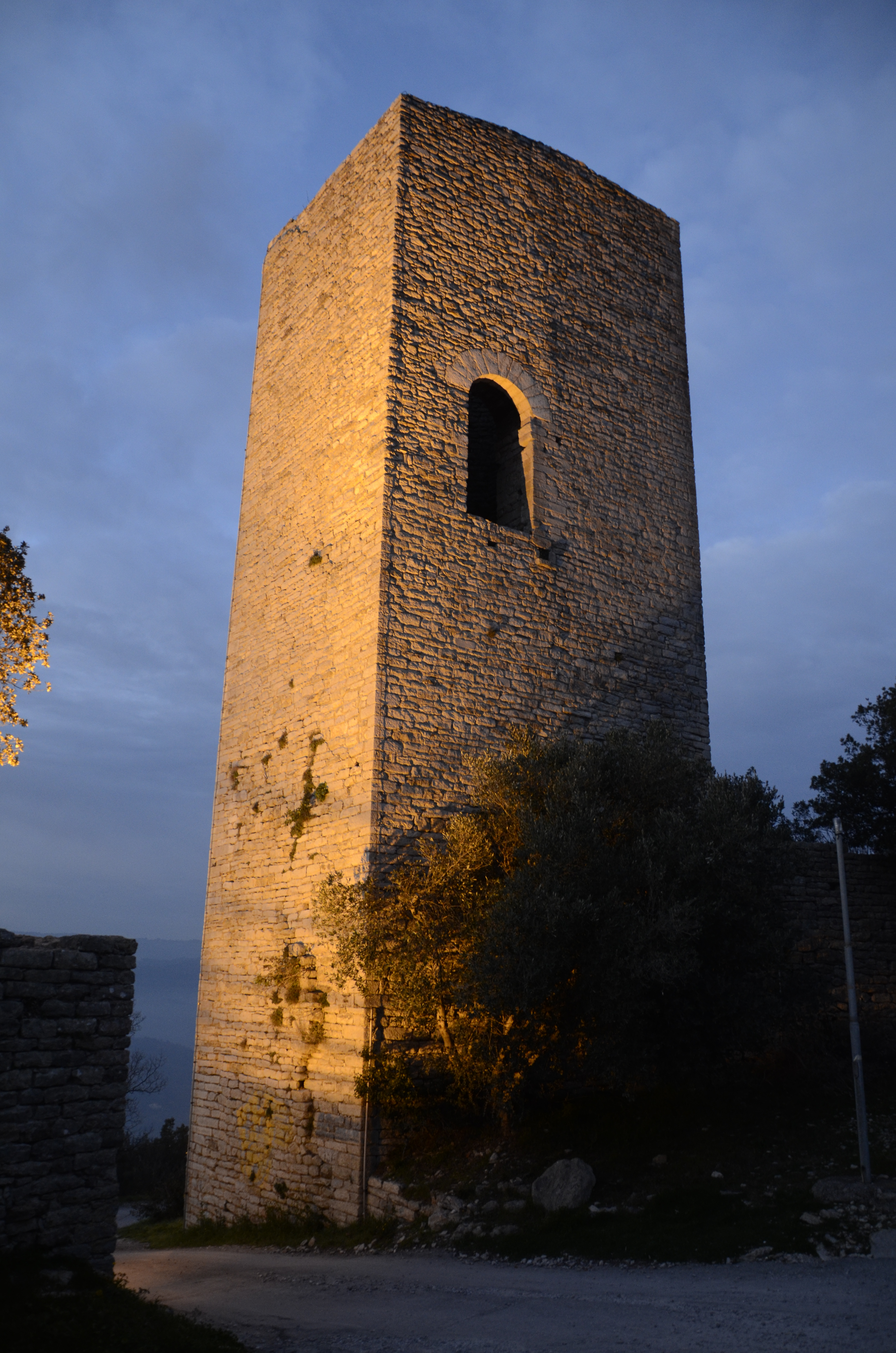
La tour restaurée.
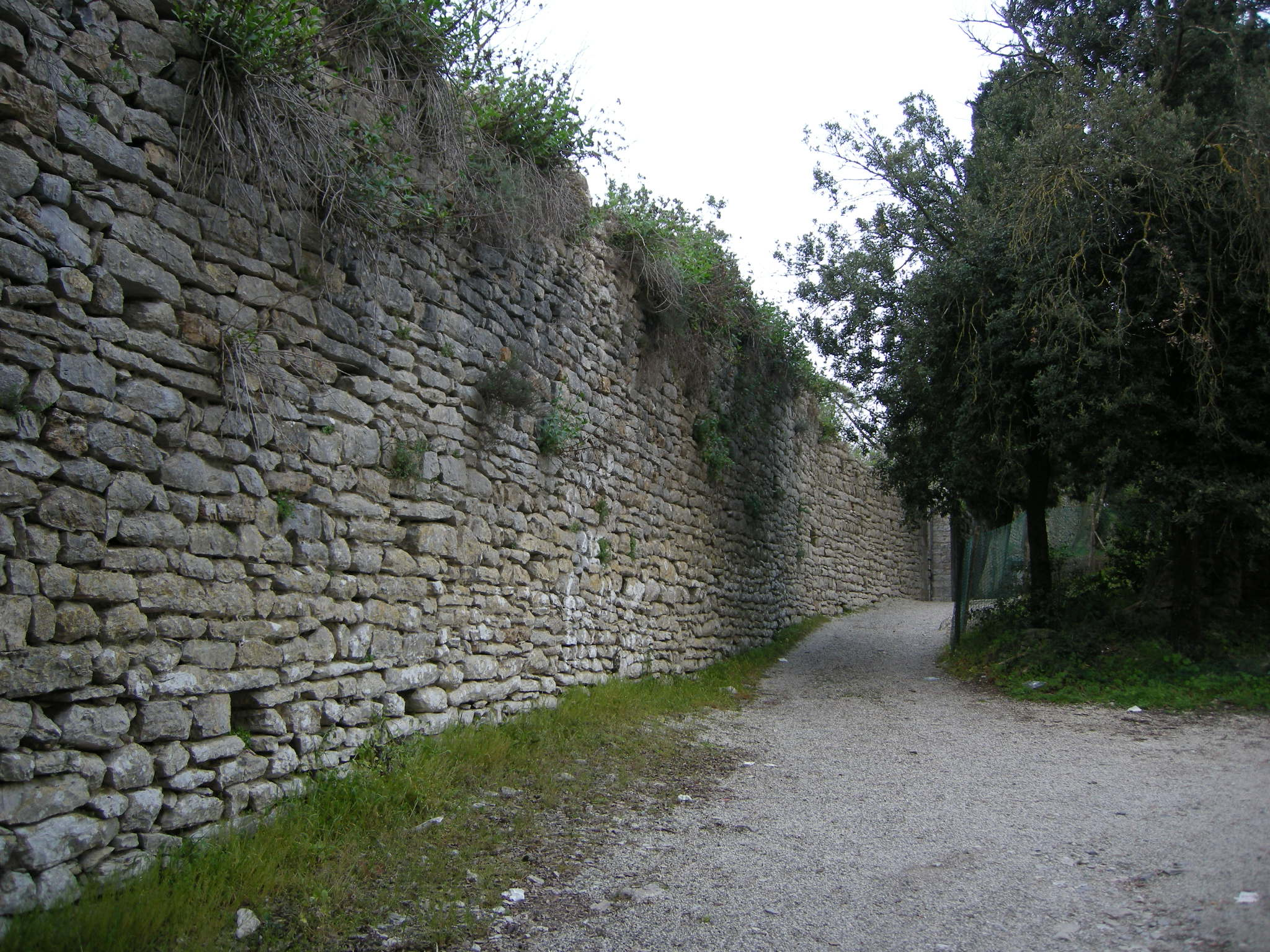
Les remparts.
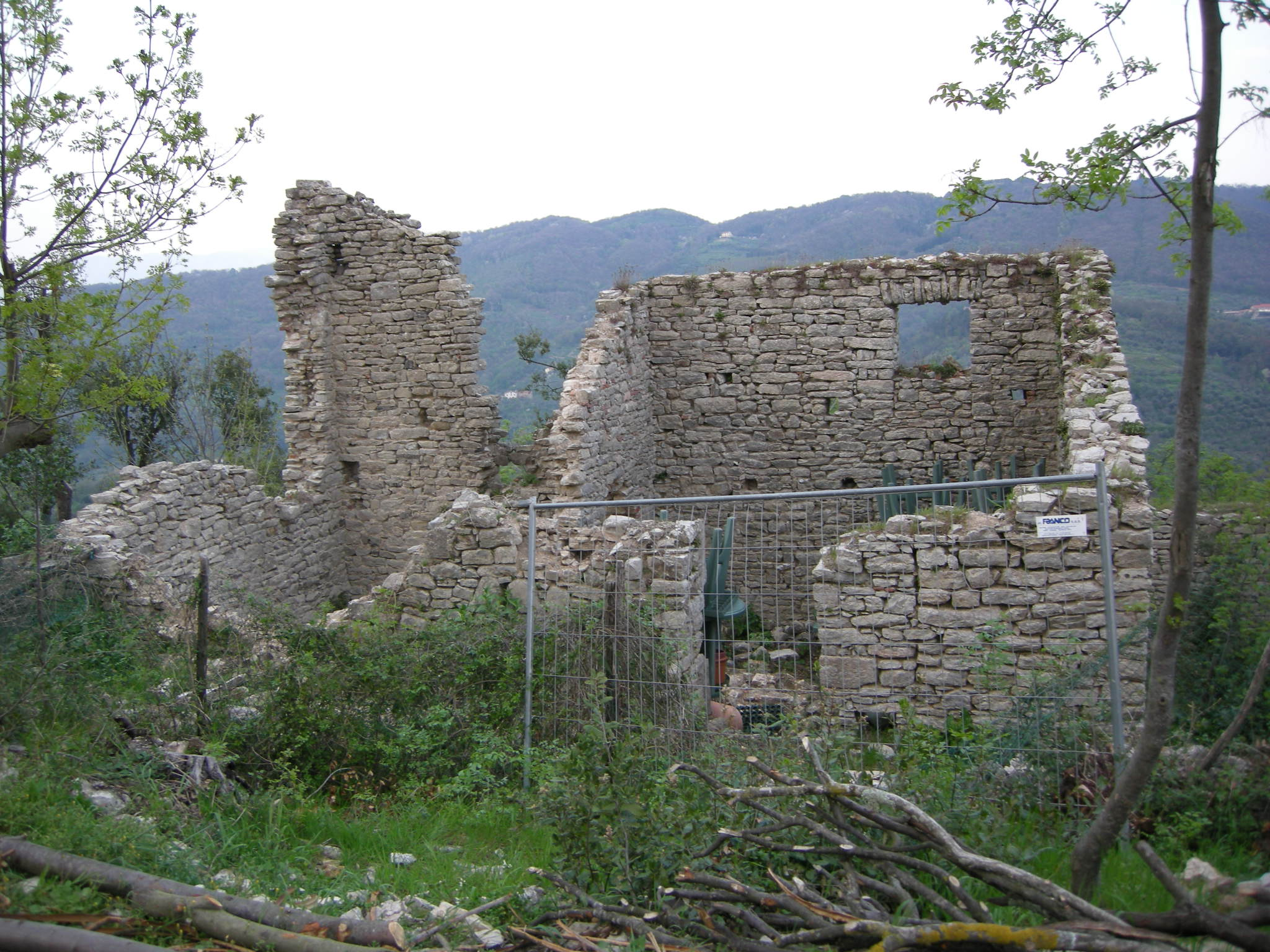
Les ruines du château.
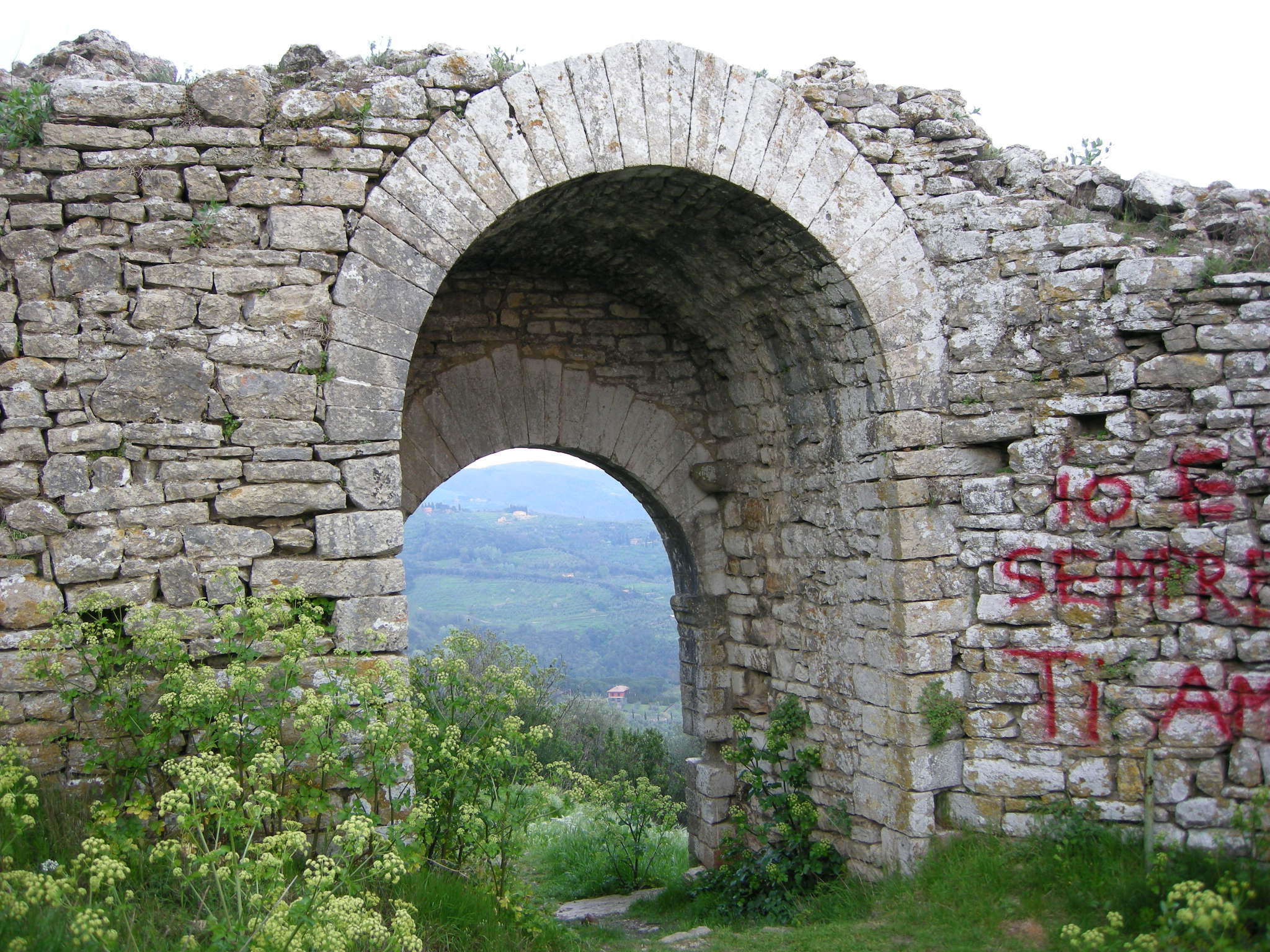
La Porta del Mercato.
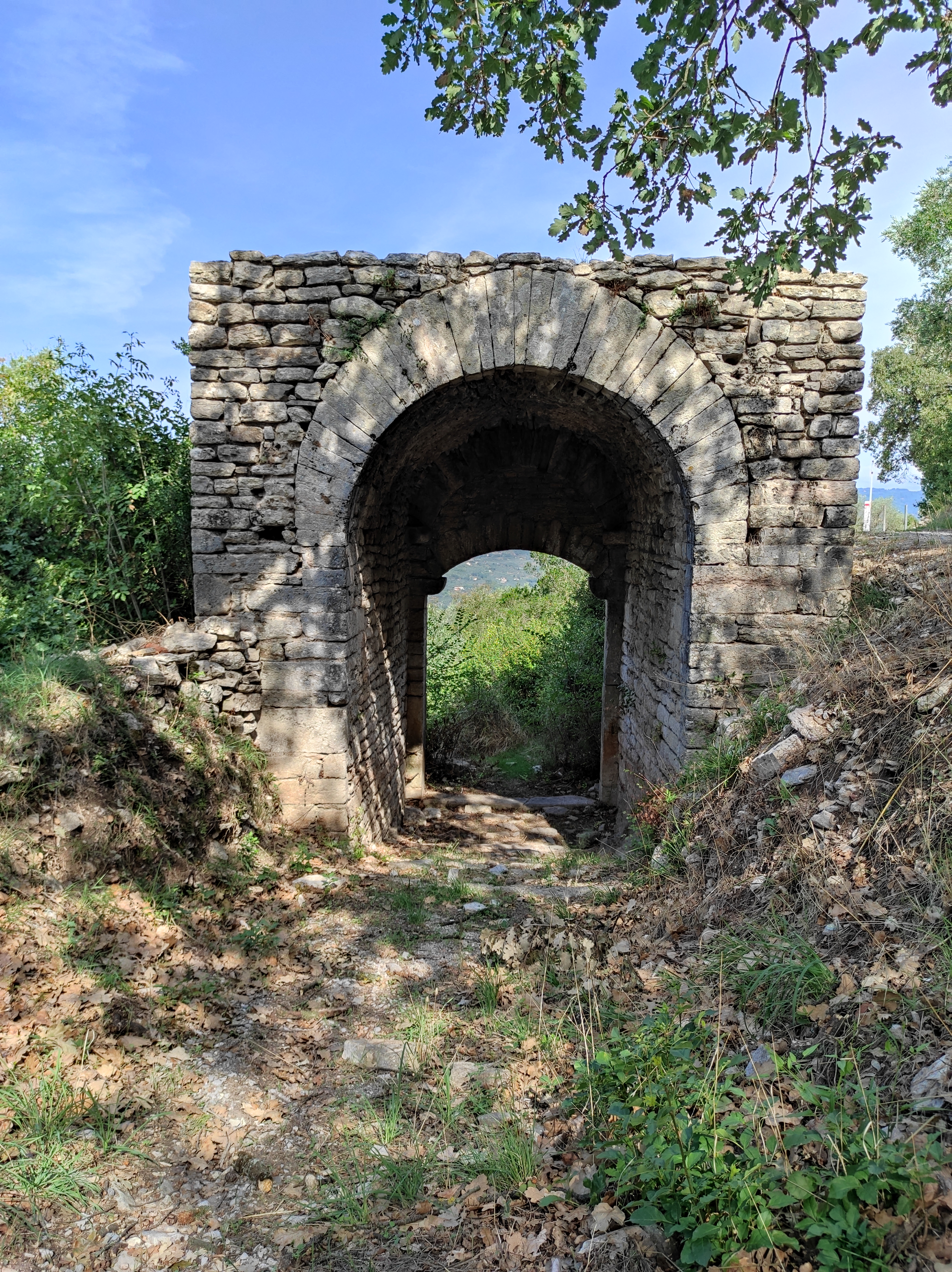
La Porta di Nostra Donna.